# DNV GLグループ
DNV は、ノルウェーの非営利財団Det Norske Veritas（本拠地Høvik）とドイツ企業ロイド（同ハンブルク）の合併（2013年）によって設立されたサービスプロバイダーで、前者から第三者認証と船級協会の機能を継承し、これらと石油と天然ガスセクターにおけるリスクマネジメント、風力/電力送配電分野のエキスパートでヘルスケア産業にも従事する。旧称 DNV GL。
DNV は、150年間続くリスクマネジメントに関する活動を行う国際機関として知られており、2024年1月10日時点で世界100ヵ国以上に300の事務所を置き、85もの国籍を持つ1万5000人のスタッフを雇用し、認証、船級、技術アドバイザリの各分野でサービスを提供している。研究開発に継続して積極的に投資しているため、従業員は高度な専門性と資格を有する集団としてサービス提供が可能となっている。
DNVは、隻数・基数にして1万3175件、総トン数にして2億6540万トンにのぼる船舶と移動式海洋掘削設備（MOU）を担当しており、これは世界市場シェアの21%に相当する。世界の海底パイプラインの65％は、DNVの技術基準に基づいて設計・設置されている。
合併前、DNVとGLはそれぞれ、Hélimax Energy（カナダ）、Garrad Hassan & Partners（英国DNV GL）、Windtest（ドイツ）、KEMA（オランダ）など、異なる分野の複数の企業を独自に買収していた。
レミ・エリクセン（en:Remi Eriksen）はヘンリック・O・マドセンの後任として、2015年8月1日よりDNVのグループ社長兼（CEO）に就任し会長はジョン・フレドリック・バクサス（en:Jon Fredrik Baksaas）が務める。
欧州品質管理財団（EFQM）のグローバルリスクマネジメントの共同研究者として共同で新規格の「リスクマネジメントのためのEFQMフレームワーク」を開発し、この分野と実業のどちらでも長所を更に伸ばし、統合する為に使われている。
企業の社会的責任に関する国際標準ガイドラインのISO 26000に関してエキスパートとして任命を受けており、同じくSAIによってSA 8000 認証可能な認証機関として世界で最初の認定を受けている。又、GRI（Global Reporting Initiative）にも出資者して、財務やロジスティクス等、多くの作業部会に参加して活動を続ける。
国連地球サミットに対応して発足した「持続可能な開発のための世界経済人会議」（WBCSD）には1999年に加盟し、「国連グローバル・コンパクト」（GC）の調印も済ませた。2014年に創立150年を祝った。
日本においては、認証（Business Assurance）、技術コンサルティング（Energy Systems）、船級認定（Maritime）を主なサービスとしており、認証サービスは世界トップ3を占める認証機関として、8万件の実績を誇る。

## 概要

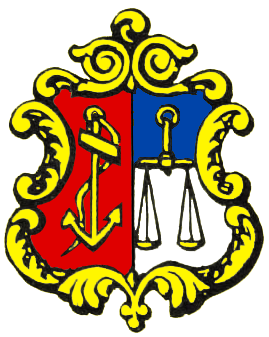
記章

DNVの歴史は保険業界の歴史と軌を一にしている。DNV の歴史は古く、1687年にクリスチャン5世が発布した初の法典「Norske Lov」に、既に船舶保険に関する法律の記述があり、これがDNVに関する最初の記述となる。
時代は進み、18世紀中頃にイギリスにおいて、商人や海上保険の業者など、船舶関連業務に従事する人間がコーヒーハウスに集まっていた。帆船の時代の貿易において、運搬手段である船の安全性をどう担保するか商人にとって喫緊の課題であった。積荷を保証する保険業者にも共通し、利害関係から独立した組織「船級協会」を設立して、保険の対象となる船舶の安全性の担保とその装備品の検査と承認を請け負わせる。
その後、同じく海洋国家として船舶産業が勃興していたノルウェーにおいても同様に、商船の所有者、造船会社、保険会社の要望から、1864年に「ノルウェー船級協会」の設立に至り、これがデット・ノルスケ・ベリタスの前身である。同様に、ドイツのハンブルクにおいても1867年に600名の船主や造船と業者、保険請負人に後押しされて「ゲルマニッシャー・ロイド」が設立された。
2010年、アメリカ合衆国南部メキシコ湾内の石油プラットフォーム「ディープウォーター・ホライズン」（Deepwater Horizon）が原油流出事故を起こした時は合衆国政府より依頼を受け、調査及び改善アセスメントを実施した。
2012年12月20日、両社は合併に向けて合意したと発表し
、大きなシェアを持つ団体同士の合併であった為、市場を寡占するかどうか各国の管理当局の審査を受ける必要があったが、韓国、アメリカ合衆国、EUからそれぞれ承認され中国にも認められたたため、2013年9月12日付でDNVとGLの合併契約が締結された。
デット・ノルスケ・ヴェリタス財団は独立した組織であり、従来からこの企業の株式63.5％、メイフェア・アセット管理会社（ドイツ語版、英語版）株式の36.5%を保有し、2017年12月にメイフェア所有分を買い取ってDNV GL唯一の上部組織になる。DNV GLは2021年3月1日に社名をDNVに変更し、企業内の機構は維持している。
2023年9月、DNVはANBシステムズ（本拠地ヒューストン）を買収し、SaaS業界の電力会社や規制機関の顧客に提供するエネルギー・プログラム・サービスを傘下に加えた。
2024年1月10日時点の従業員数はおよそ1万5000名、事業所は100以上の国と地域に350を置く。

## 研究
DNVは毎年、総収入の5％に相当する金額を研究開発投資に充てている。2021年現在、主な研究プログラムには、海事、電力・再生可能エネルギー、石油・ガス、精密医療、デジタルアシュアランス、海洋空間、人工知能、エネルギー転換などがある。
その中から生み出されたDNV基準が、世界標準のスタンダードとして採用されていることも多い。

DNVは毎年、独立した「エネルギー転換展望（Energy Transition Outlook）」を発表している。 第5版は2021年に発行された。

## 組織
DNVは現在6つの事業分野が存在している
- Maritime:

DNVは、世界4大船級協会として知られている。船級規則として知られる船舶や海洋構造物の基準を策定している。DNVは、130の海事管理当局から検証を代行する権限を与えられている。
- Energy Systems:

DNVは、送配電コンポーネントの独立認定認証機関として活動している。
- Business Assurance:

システムマネジメント規格の第三者認証機関として認証審査を行う。DNVは8万社以上にマネジメントシステム認証を発行している。DNVは80ヵ国で認定された認証機関であり、アメリカの病院に臨床認定を提供している。
- Supply Chain and Product Assurance:

サステナビリティに関するサービスと、機能安全やサイバーセキュリティに関するアセスメントサービスを提供する。地球温暖化対策と温室効果ガス関連(Climate Change)の第三者機関としても高いシェアがあり、気候変動問題に関する国際的な合意枠組みである「パリ協定」に基づいたグリーンプロジェクト等を推進する発行体の活動資源となるサステナブルファイナンスの外部検証機関としても実績がある。
- Digital Solutions:

船舶、パイプライン、加工プラント、海洋構造物、電力網、ヘルスケア・プロバイダー向けの安全性と資産パフォーマンスを向上させるエンジニアリング・ソフトウェア・ツールと企業アプリケーションのプロバイダーであり、ShipManagerと呼ばれる船舶管理ソフトウェア・ソリューションを提供している。
- Accelerator:

アクセラレーターは、買収や提携を通じて大きな成長を遂げつつある事業体のポートフォリオを運営している。